# Ślężański Mnich 2013
26. edycja wyścigu kolarskiego Ślężański Mnich / Memoriał Romana Ręgorowicza odbyła się w dniu 7 kwietnia 2013 i liczyła 136 km. Start i meta wyścigu miały miejsce w Sobótce. Wyścig figurował w kalendarzu BGŻ ProLiga 2013, będąc pierwszym wyścigiem tego cyklu.

## Klasyfikacja generalna
| M-ce | Imię i nazwisko   | Kraj     | Drużyna                      | Czas       |
| ---- | ----------------- | -------- | ---------------------------- | ---------- |
| 1.   | Marek Rutkiewicz  | Polska   | CCC Polsat Polkowice         | 3h 12' 23" |
| 2.   | Mateusz Taciak    | Polska   | CCC Polsat Polkowice         | + 0"       |
| 3.   | Adam Wadecki      | Polska   | Las Vegas Power Energy Drink | + 58"      |
| 4.   | Adrian Kurek      | Polska   | CCC Polsat Polkowice         | + 58"      |
| 5.   | Nikołaj Michajłow | Bułgaria | CCC Polsat Polkowice         | + 4' 44"   |
| 6.   | Piotr Gawroński   | Polska   | CCC Polsat Polkowice         | + 4' 44"   |
| 7.   | Marcin Urbanowski | Polska   | Team Wibatech - Brzeg        | + 4' 47"   |
| 8.   | Adrian Tekliński  | Polska   | Bank BGŻ Team                | + 4' 57"   |
| 9.   | Paweł Franczak    | Polska   | Team Wibatech - Brzeg        | + 4' 57"   |
| 10.  | Petr Hampl        | Austria  | TJ Favorit Brno              | + 4' 57"   |